# Les Docteurs de l'Église
Les Docteurs de l'Église (en italien : Dottori della Chiesa) est une peinture religieuse de Pier Francesco Sacchi, de 1516 environ, conservée au musée du Louvre, de Paris.

## Histoire
Ce tableau est le panneau central d'un retable commandé par Gerolamo Brasco Salvago pour l'église San Giovanni di Prè à Gênes, achevé en 1516.
Il était surmonté d'une lunette où figurait la Pietà et sa prédelle comportait quatre scènes relatives à la vie des Docteurs de l'Église (perdues).
Le tableau entra au musée du Louvre en 1813.

## Thème
Les Docteurs de l'Église sont les hommes du livre dans la religion catholique, des théologiens, tous canonisés. Les latins sont quatre.

## Description
La scène se situe dans la partie ouverte d'un bâtiment à colonnes à bas-reliefs finement détaillés ; un paysage est visible dans l'ouverture du fond, au-dessus une étoffe bleutée ; on peut y voir des églises et leurs clochers, des tours, des arbres et une montagne bleutée  sous un  ciel sans nuage. Les ouvertures des côtés droit et gauche laissent voir des arbres. Le plafond est ouvert et on aperçoit la partie inférieure d'un oculus dans le haut du tableau.
De gauche à droite les quatre docteurs de l'église, autour d'une table à piétement architecturé,  sont représentés avec leurs attributs (les figures du tétramorphe), lisant, écrivant, montrant les livres sacrés :
- saint Augustin, l'aigle
- saint Grégoire, le bœuf
- saint Jérôme, l'ange
- saint Ambroise, le lion ailé

La colombe du Saint Esprit vole entre les deux docteurs de gauche, entre ceux de droite apparaît le buste d'un ange tenant un livre ouvert vers Jérôme avec qui il échange un regard.
Sous la table à gauche est visible partiellement l'aigle les pattes posées sur un livre, attribut d'Augustin, qui porte le regard vers lui ; à droite l'avant du lion, attribut de Jérôme, apparaît, le Livre entre les pattes, avec ses ailes bleues au-dessus.
Un cartel, simulé au milieu en bas de la composition, donne la date de l'œuvre sous un texte gravé dans sa pierre : PETRI FRANCISCI / SACHI DE PAPIA / OPUS 1516.